# Stephania dictyoneura
Stephania dictyoneura är en tvåhjärtbladig växtart som beskrevs av Friedrich Ludwig Diels. Stephania dictyoneura ingår i släktet Stephania och familjen Menispermaceae. Inga underarter finns listade i Catalogue of Life.